# ولی‌آباد (فاروج)
ولی آباد روستایی در دهستان تیتکانلو بخش خبوشان شهرستان فاروج استان خراسان شمالی ایران است.

## جمعیت
بر پایه سرشماری عمومی نفوس و مسکن در سال ۱۳۹۵ جمعیت این مکان ۱۰۵ نفر (۳۳خانوار) بوده‌است.